# Bruno Rosetti
Bruno Rosetti (Ravena, 5 de enero de 1988) es un deportista italiano que compite en remo.
Ganó dos medallas en el Campeonato Mundial de Remo, en los años 2017 y 2018, y dos medallas en el Campeonato Europeo de Remo, en los años 2020 y 2021.

## Palmarés internacional
| Campeonato Mundial | Campeonato Mundial        | Campeonato Mundial | Campeonato Mundial |
| Año                | Lugar                     | Medalla            | Prueba             |
| ------------------ | ------------------------- | ------------------ | ------------------ |
| 2017               | Sarasota (Estados Unidos) | Medalla de bronce  | Ocho con timonel   |
| 2018               | Plovdiv (Bulgaria)        | Medalla de plata   | Cuatro sin timonel |
| Campeonato Europeo |                           |                    |                    |
| Año                | Lugar                     | Medalla            | Prueba             |
| 2020               | Poznań (Polonia)          | Medalla de plata   | Cuatro sin timonel |
| 2021               | Varese (Italia)           | Medalla de bronce  | Cuatro sin timonel |